# 西部電氣
西部電氣（Western Electric）是一家1869年成立的美國電氣工程和製造公司，在其整個生命週期中都是AT&T的子公司。在1881年至1984年公司解散前，它是貝爾系統的主要設備製造商、供應商及採購代理。公司主要負責技術創新及工業管理發展。